# سانت لويس (ميزوري)

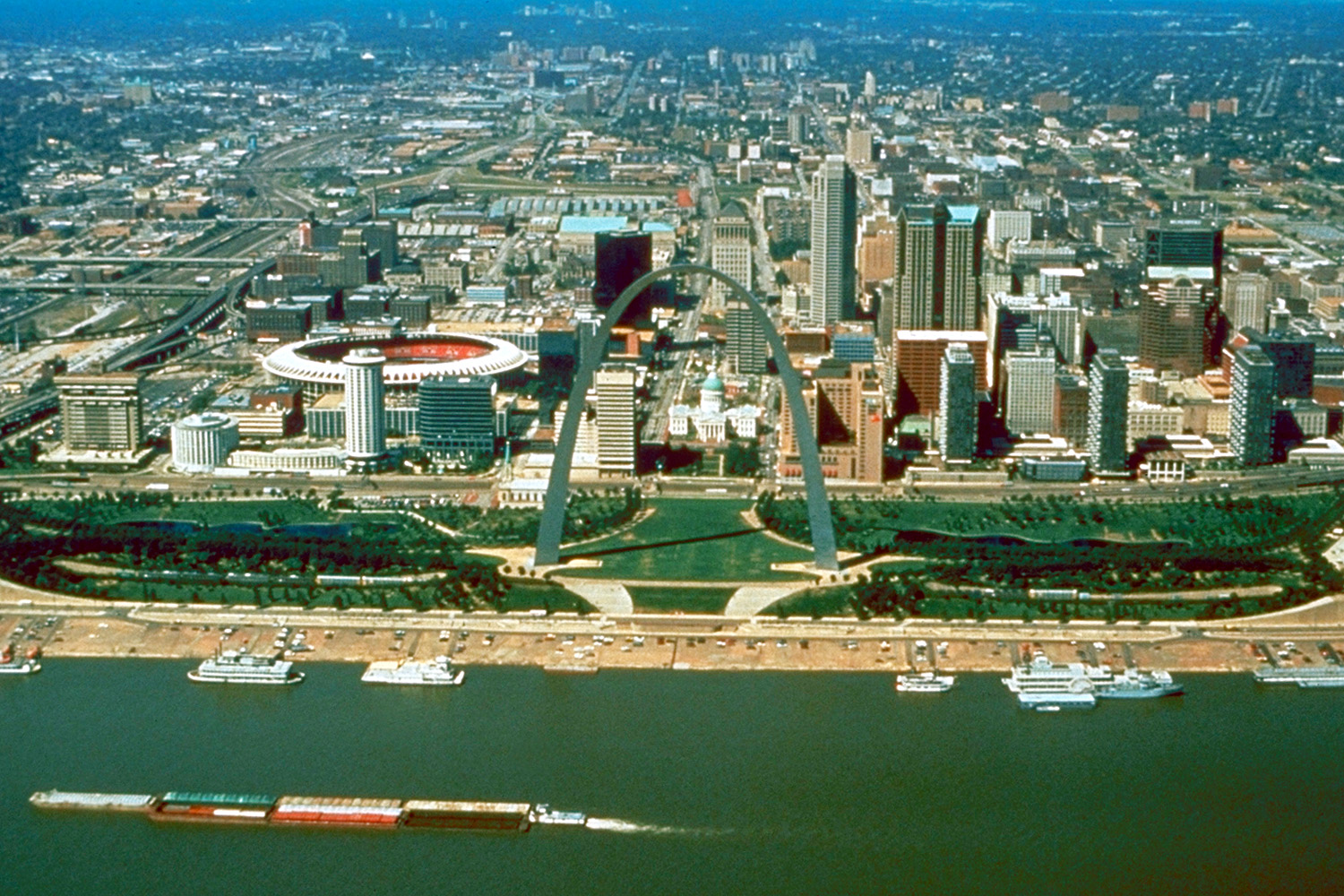
صورة جوية للمدينة ولنهر الميسيسيبي

سانت لويس هي إحدى المدن الرئيسية في الولايات المتحدة تقع في ولاية ميسوري. وهي من أكبر مدن ولاية ميسوري ويوجد بها القوس) Arch ويخترق الولاية نهر الميسيسبي تسمى ب (هيلز سيتي، Hills city) أو مدينة التلال بسبب كثرة وجود التلال فيها لكن أغلبها أزيل بسبب أعمال العمران والتوسع تأسست المدينة سنة 1673 من قبل الفرنسيين وأستضافت المدينة الألعاب الأولمبية لسنة 1904 عدد سكان المدينة يقدر ب 353 الف في عام 2006 ويعتبر معدل الجريمة فيها عالي جدا في هذه الايام بعد قفزة مفاجئة في معدل الجرائم .

## الاقتصاد
ويشكل الاقتصاد في سانت لويس 40 ٪ من الناتج الإجمالي للدولة من ولاية ميسوري .
وقد شهدت مدينة سانت لويس طفرة في إعادة تأهيل المساكن، فضلا عن البناء الجديد .
بنك سانت لويس في وسط المدينة هو واحد من أكبر بنوك الاحتياطي الفيدرالي في ولاية ميسوري.

## السكان
قالب:السكان

## توأمة
لسانت لويس (ميزوري) اتفاقيات توأمة مع كل من:
- بولونيا
- بوكور
- برتشكو
- دونيجال [الإنجليزية]‏
- غالواي
- ليون
- نانجينغ
- سانت لويس
- ساو لويز
- سامارا
- مدينة سان لويس بوتوسي
- شتوتغارت (1960 - )
- سوا
- شتشين
- ووهان
- يوكنعام
- مقاطعة دونيجال
- جورج تاون

## أعلام
- إيكون
- أوليفر كيرك
- تشاك بيري
- ت. س. إليوت
- كيت شوبان
- وليام كلارك
- أليوت سي
- تشارلز باسيت
- مايا أنجيلو
- جون غودمان